# Православне кладовище у Варшаві

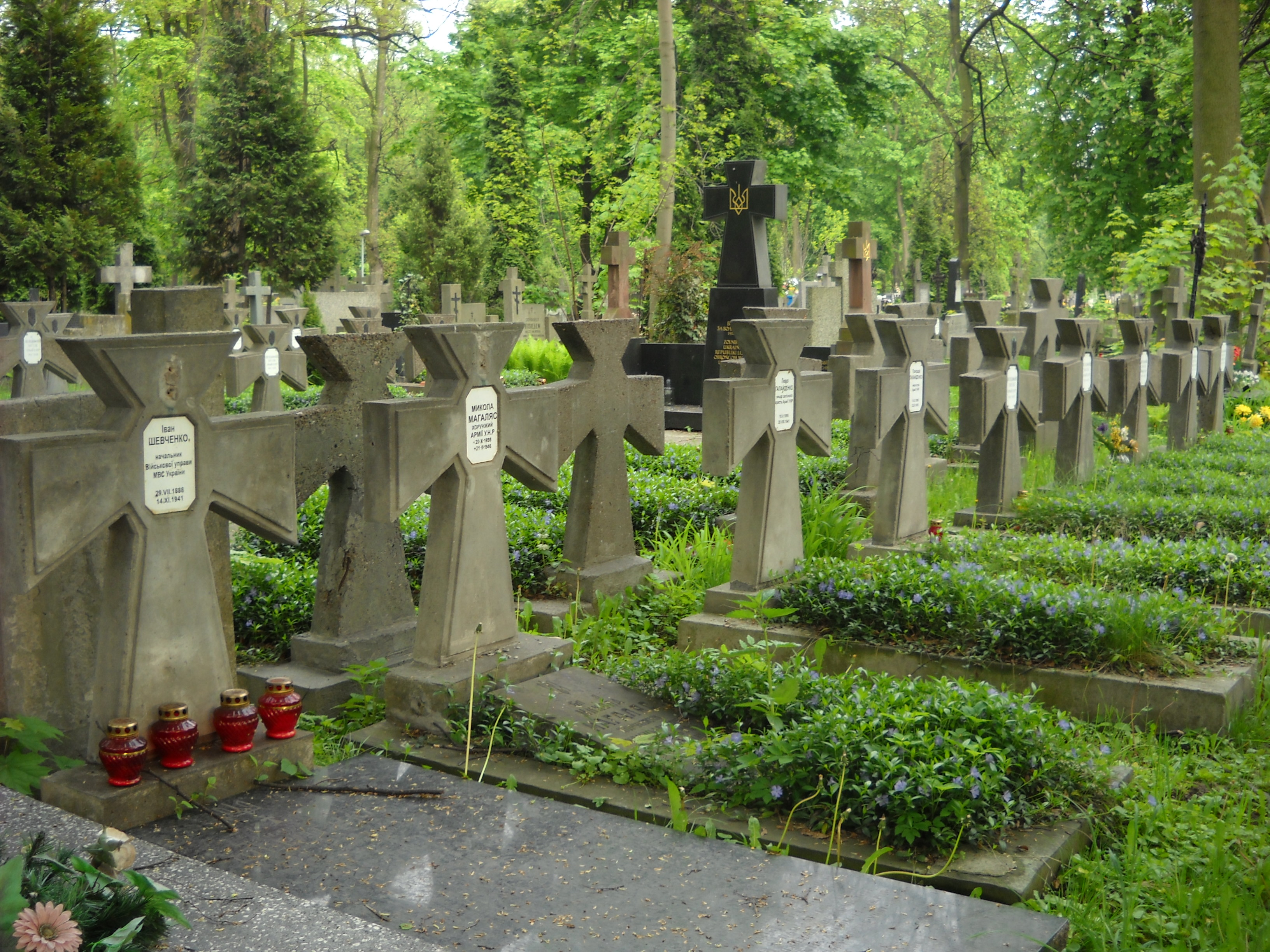
Могили солдатів УНР

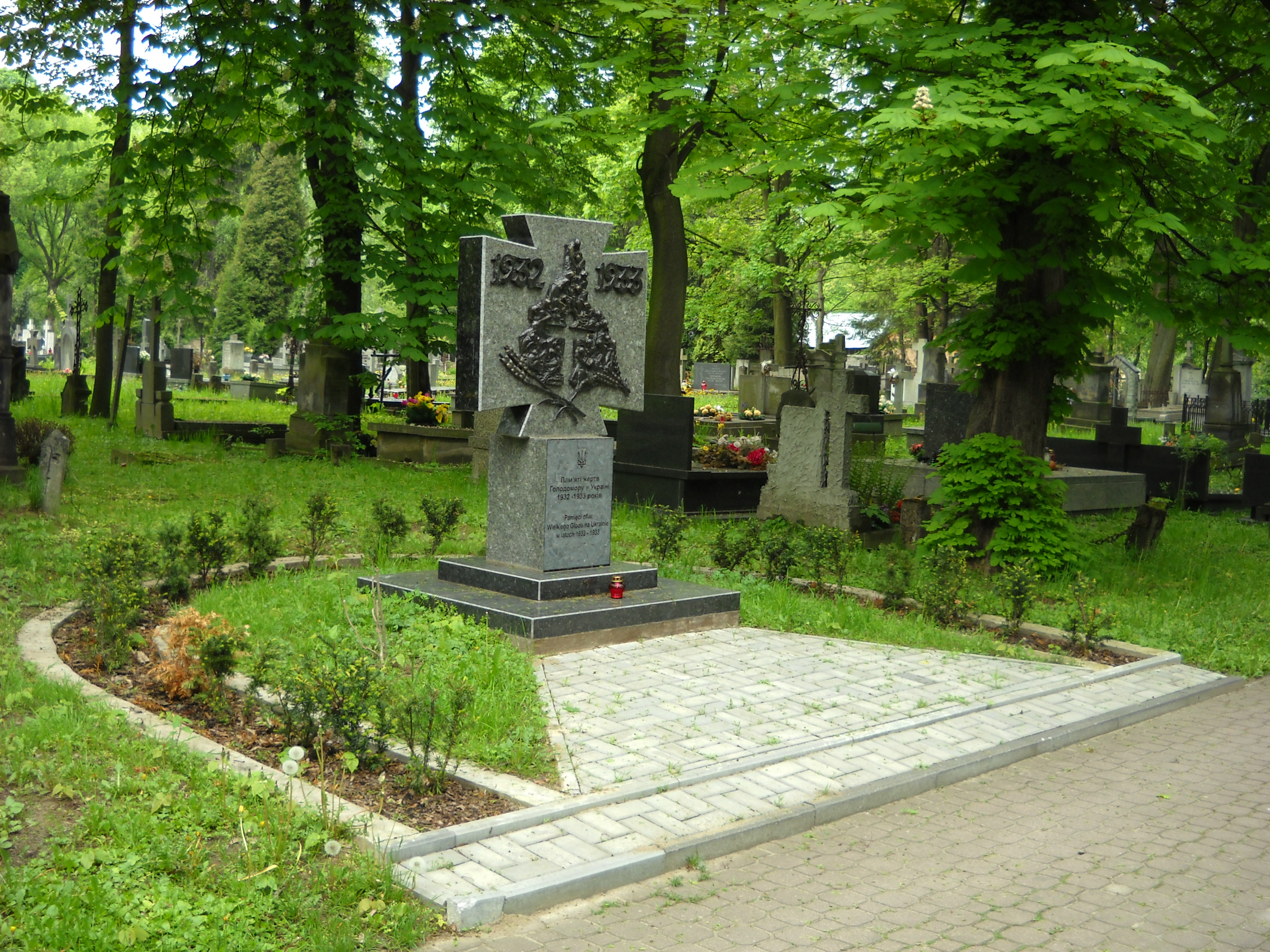
Пам'ятник жертвам Голодомору в Україні

Православний цвинтар у Варшаві (пол. Cmentarz Prawosławny w Warszawie; Cmentarz Prawosławny na Woli) — некрополь, розташований у Варшаві на вулиці Вольській 138/140, один з найстаріших цвинтарів у місті. Серед тисяч поховань значна кількість має художню цінність. Цвинтар займає територію в 13,3 га.

## Історія
Цвинтар засновано в середині XIX століття царським указом для православних віруючих, які проживали тоді у Варшаві. Серед найцікавіших поховань — могили українських вояків. Тут покояться герої українсько-радянської війни 1918–1921, зокрема: генерал-хорунжі Марко Безручко і Всеволод Змієнко, також багато інших українських офіцерів і солдатів часів УНР.
Також поховані Сократ Старинкевич (президент Варшави 1875—1892), сім'я Шелехова (Істомінових) — варшавських купців.
У центральній частині цвинтаря розташований пам'ятник жертвам Голодомору в Україні створений Геннадієм Єршовим та відкритий 2009 року.
Ha цвинтарі також поховані православні священники часу Царства Польського (1815—1915), будівельники варшавського Палацу культури і науки (1952—1955), урядовець УНР, представник Канцелярії Директорії, згодом — православний священник у Польщі, декан Краківського округу Олександр Чубук-Подільський (1887—1960).
На території цвинтаря знаходяться два храми: православна Церква Святого Іоанна Лествичника у Варшаві і католицький костел св. Лаврентія, який у XIX сторіччі був перебудований у церкву Володимирської ікони Божої Матері.

## Відомі поховання
- Абаза Віктор Іванович
- Діонісій (Валединський)
- Стефан (Рудик)
- Безручко Марко Данилович
- Бурківський Олександр Оттович
- Виговський Олександр Хомич
- Драченко Герасим
- Галайденко Левко
- Золотницький Ілля Михайлович
- Змієнко Всеволод Юхимович
- Коваль-Медзвецький Микола
- Кущ Віктор
- Липницький Юліан Денисович
- Сальський Володимир Петрович
- Рощицький Сергій Євстахійович
- Рябокінь-Рогоза-Розанів Яків
- Поготовко Михайло Миколайович
- Пономаренко Мусій Андрійович
- Холодний Петро Іванович
- Цинкаловський Олександр Миколайович

## Світлини

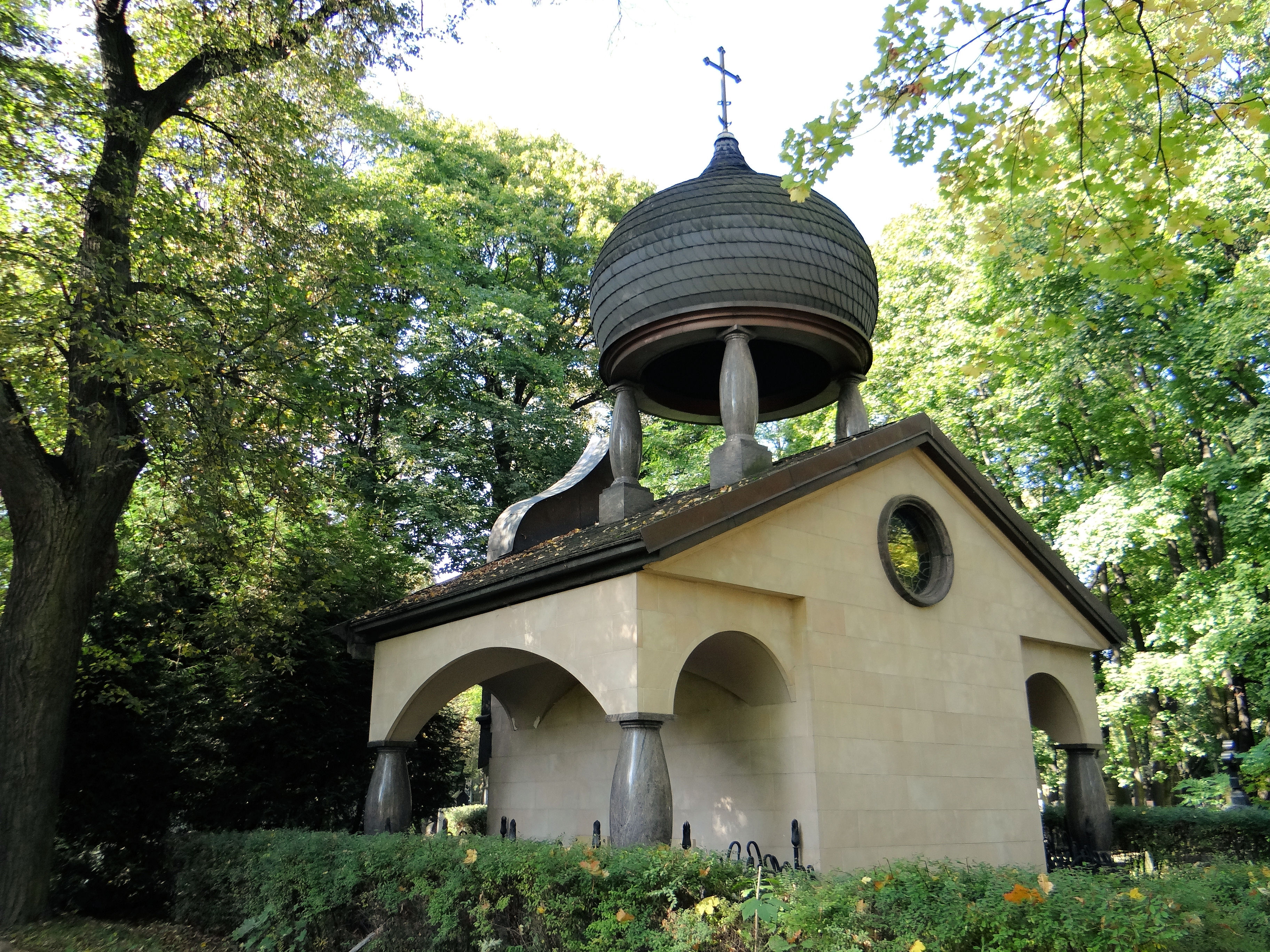
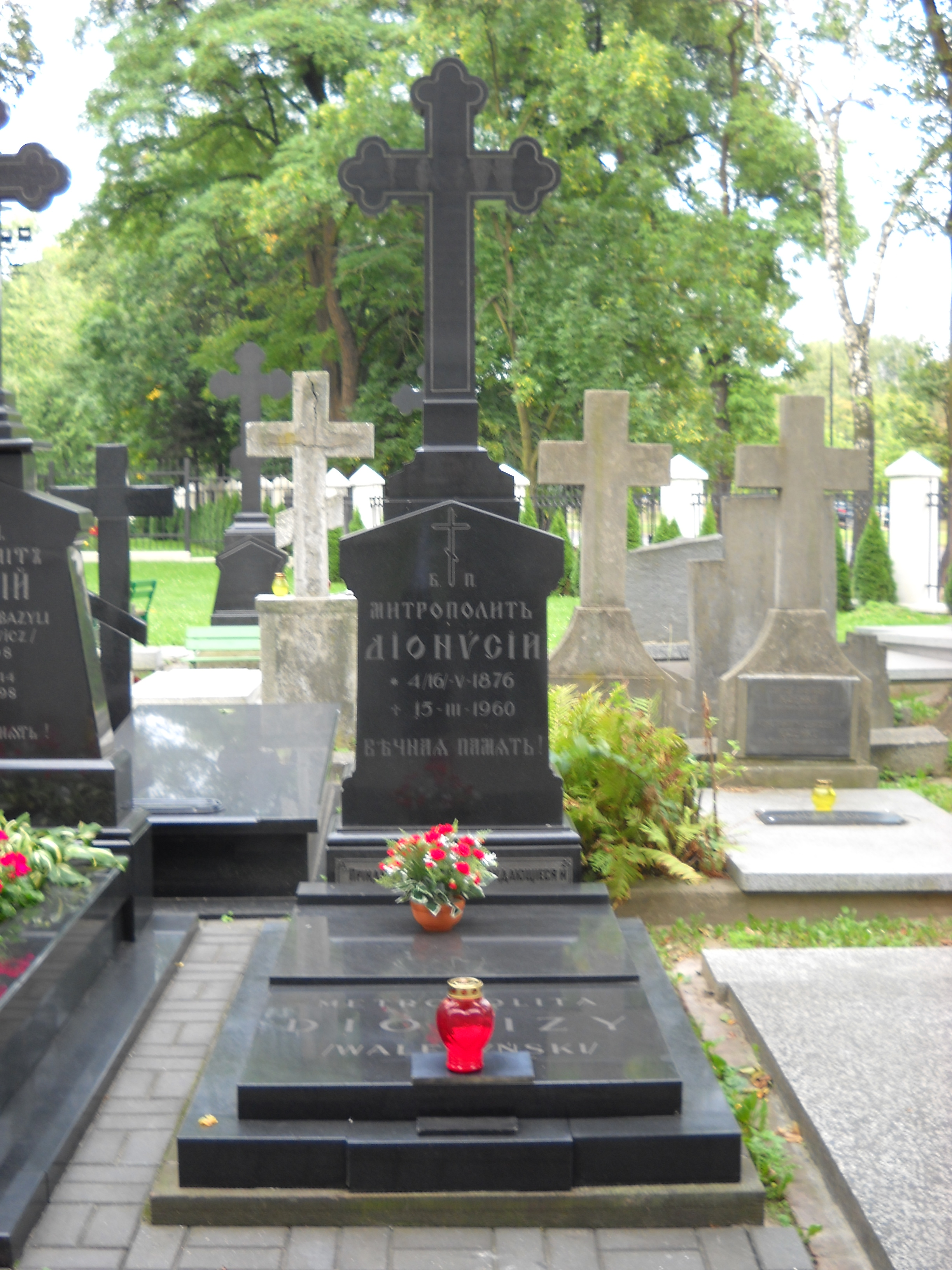
Надгробок митрополита Діонісія (Валединського)